# ورم الخلية الجنسية
ورم الخلية الجنسية (اختصارًا GCT) هو ورم مشتق من الخلايا الجنسية. فأورام الخلية الجنسية يمكن أن تكون أورام سرطانية أو حميدة. والخلايا الجنسية هذه تحدث عادة داخل الغدد التناسلية (المبيض والخصية). أورام الخلايا الجنسية التي تنشأ خارج الخلايا التناسلية قد تحدث نتيجة عيوب خلقية ناجمة عن اضطرابات أثناء تطور الجنين.

## أسباب المرض
بعض الدارسين يشيرون إلى أن هذا التوزع ينشأ نتيجة هجرة غير طبيعية للخلايا الجنسية خلال مرحلة التطور الجنيني. افترض آخرون أن التوزع واسع النطاق للخلايا الجنسية في مواقع متعددة خلال مرحلة التطور الجنيني الطبيعي، ومن خلال هذه الخلايا فإن انتقال المعلومات الوراثية أو توفر الوظائف التنظيمية تتم في مواقع جسدية.
كان يعتقد سابقاً أن أورام الخلية الجنسية خارج الأقناد تكون الانبثاث من أورام خفية أولية في الغدد التناسلية، لكن من المعروف الآن أن العديد من أورام الخلية الجنسية والخلقية تنشأ خارج الغدد التناسلية. وأبرز هذه الأورام مسخ العجز العصعصي، الورم الأكثر تشخيصاً عند حديثي الولادة.
من كل أورام المنصف الأمامي، تشكل أورام الخلايا الجنسية حوالي 15-20% منها، و 50% من أورام الخلايا الجنسية المنصفية هي ورم مسخي حميد. الأورام المسخية في المبيض قد تترافق بـ التهاب دماغ مضاد مستقبل نمدا.

## التصنيف
تصنف أورام الخلية الجنسية بواسطة علم الأنسجة الخاص بها، بغض النظر عن موقعها في الجسم.
وتنقسم أورام الخلية الجنسية إلى فئتين:
- الأورام الإنتاشية أو الأورام المنوية (GGCT، SGCT)، تشمل الورم الإنتاشي فقط، ومرادفاتها ورم خللي إنتاشي وورم منوي.
- الأورام غير الإنتاشية أو الأورام اللامنوية (NGGCT، NSGCT)، تشتمل مجمل أورام الخلايا الجنسية الأخرى، النقية والمختلطة.

تعكس الفئتين فارقاً طبياً هاماً. بالمقارنة بين الورم الإنتاشي وغير الإنتاشي، يميل الورم غير الإنتاشي إلى النمو بسرعة، ولها متوسط عمر مبكر للتشخيص (~ 25 سنة مقابل 35 سنة، في حالة سرطان الخصية)، ومعدل البقاء على قيد الحياة أقل من 5 سنوات.
إن معدل البقاء على قيد الحياة في الأورام الإنتاشية يكون عالياً لأن هذه الأورام حساسة جداً للعلاج الشعاعي، وتستجيب أيضاً بشكل جيد للعلاج الكيميائي. تحسن إنذار الأورام الإنتاشية بشكل كبير، من خلال استخدام نظام العلاج الكيميائي المعتمد على البلاتين.

### ورم إنتاشي
| ورم                                               | التصنيف الدولي لأمراض الأورام | ذروة الحدوث (العمر بالسنوات) | حميد أو خبيث | علم الأنسجة                                                                             | واسمات الورم                                                            |
| ------------------------------------------------- | ----------------------------- | ---------------------------- | ------------ | --------------------------------------------------------------------------------------- | ----------------------------------------------------------------------- |
| ورم إنتاشي (بما في ذلك ورم خللي إنتاشي وورم منوي) |                               | 40–50                        | خبيث         | صفائح من خلايا متعددة الأضلاع ومتشابهة داخل السيتوبلازم النقي؛ الخلايا اللمفية في السدى | حوالي 10% من المصابين لدريهم ارتفاع بـ موجهة الغدد التناسلية المشيمائية |
| ورم إنتاشي                                        | M9061/3                       |                              |              |                                                                                         |                                                                         |
| ورم منوي                                          | M9060/3                       |                              |              |                                                                                         | الفوسفاتاز القلوية المشيمائية                                           |

### ورم غير إنتاشي
| ورم | التصنيف الدولي لأمراض الأورام | ذروة الحدوث (العمر بالسنوات) | حميد أو خبيث | علم الأنسجة                                                               | واسم الورم                      |
| --- | ----------------------------- | ---------------------------- | --- | ------------------------------------------------------------------------- | ------------------------------- |
| سرطان جنيني | 9070/3                        | 20–30                        | خبيث | قليل التمايز، تنتظم خلايا متعددة الأشكال في الحبال، صفائح، أو كتشكل حليمي | تفرز hCG, AFP                   |
| ورم جيب الأديم الباطن, المعروف أيضاً باسم ورم الكيس المحي EST,TST                                                    | 9071/3                        | 3                            | خبيث | قليل التمايز، ذات شكل مكعب أو عمودي أو شبيه بالخلايا البطانية             | 100% تفرز AFP                   |
| سرطانة مشيمائية | 9100/3                        | 20–30                        | خبيث | الأرومة الغاذية الخلوية والأرومة الغاذية المخلوية دون أن تشكل زغابات      | 100% تفرز hCG                   |
| ورم مسخي بما في ذلك الورم المسخي الناضج، الكيس الجلداني، الورم المسخي الغير ناضج، الورم المسخي المتحول إلى ورم خبيث | 9080/0-9080/3                 | 0–3, 15–30                   | الورم المسخي الناضج، الكيس الجلداني عادة ما يكون حميداً (ولكن تبقى المتابعة مطلوبة)، أما الأورام الآخرى عادة ما تكون خبيثة | تكون متغيرة جداً، ولكن الأنسجة "الطبيعية" شائعة                            | الأورام النقية لا تفرز hCG, AFP |
| ورم جنيني متعدد | 9072/3                        | 15–25                        | شديد الخباثة |                                                                           |                                 |
| ورم أرومي بالغدة التناسلية                                                                                          | 9073/1                        |                              | هي أورام سليمة ولكن قد تترافق مع أورام خبيثة أخرى                                                                         |                                                                           |                                 |

### مختلط
| ورم   | التصنيف الدولي لأمراض الأورام | ذروة الحدوث (العمر بالسنوات) | حميد أو خبيث | علم الأنسجة                | علامة الورم                |
| ----- | ----------------------------- | ---------------------------- | ------------ | -------------------------- | -------------------------- |
| مختلط |                               | 15–30                        | خبيث         | يعتمد على العناصر الموجودة | تعتمد على العناصر الموجودة |

أورام الخلية الجنسية المختلطة تحدث بأشكال متعددة. ومن بينها، الشكل الشائع للورم المسخي مع تجويف الأديم الباطني.
السرطانة المسخية تشير إلى مزيج من الورم المسخي مع سرطان جنيني، أو مع سرطان المشيمة، أو مع كليهما. قد يعرَف هذا النوع من ورم الخلايا الجنسية المختلط بـ ورم مسخي مع عناصر من السرطان الجنيني أو السرطانة المشيمائية، أو ببساطة عن طريق تجاهل مكونات الورم المسخي الإشارة فقط إلى مكونه الخبيث : سرطان جنيني و/ أو مشيمائي.

## التوضع
على الرغم من التسمية، فأورام الخلية الجنسية تحدث داخل وخارج المبيض والخصية. تتضمن أماكن وجوده:
- المبيض.

- الخصية

- الرأس.
- داخل الجمجمة – الغدة الصنوبرية ومنطقة فوق السرج هي المواقع الأكثر شيوعاً.
- داخل الفم – وهو المكان الأكثر شيوعاً للورم المسخي.
- الرقبة.
- 1% إلى 5٪ في المنصف (ورم الخلايا الجنسية المنصفية).
- الحوض، ولاسيما الورم المسخي العجزي العصعصي.

عند الإناث أورام الخلية الجنسية تمثل 30 ٪ من أورام المبيض، لكنها تمثل 1 – 30% من سرطان المبيض في أمريكا الشمالية. حيث تنتشر أورام الخلية الجنسية بشكل أكبر لدى النساء الشابات، وبالتالي عند المرضى الذين تقل أعمارهم عن 21، و 60٪ من أورام المبيض هي من نوع الخلايا الجنسية، وأكثر من ثلثها يكون خبيثاً. أما عند الذكور فأورام الخلية الجنسية في الخصية تحدث عادة بعد سن البلوغ وغالبا ما تكون أوراماً خبيثة (سرطان الخصية). وعند الأطفال حديثي الولادة، الرضع، والأطفال الذين تقل سنوات عمرهم عن 4 سنوات، فإن غالبية أورام الخلية الجنسية هي أورام مسخية عجزية عصعصية.
الذكور المصابون بـ متلازمة كلاينفلتر معرضون أكثر بـ 50 مرة للإصابة بأورام الخلية الجنسية (GSTs). ففي حالة أولئك الأشخاص، GSTs عادة ما تحتوي على عناصر للأورام الغير منوية، كما تظهر في سن مبكرة، ونادراً ما تكون الغدد التناسلية في مكانها.

## العلاج
يتم علاج النساء المصابات بأورام الخلايا الجنسية الحميدة مثل الورم المسخي الناضج (الكيسات الجلدانية) عن طريق استئصال الكيسة المبيضية أو استئصال المبيض. بشكل عام، يخضع جميع مرضى ورم الخلايا الجنسية الخبيث لنفس العملية الجراحية التي يتم إجراؤها لسرطان المبيض الظهاري. إذا كانت المريضة بعمر الإنجاب، فالبديل هو استئصال البوق والمبيض أحادي الجانب، في حين يمكن ترك الرحم، المبيض، وقناة فالوب في الجانب الآخر. إذا كان المريضة لا ترغب بإنجاب المزيد من الأطفال، فيمكن إجراء استئصال البوق والمبيض في كلا الجانبين، وكذلك استئصال الرحم. لا يعد الاستئصال أحادي الجانب خياراً علاجياً عندما يكون السرطان في كلا المبايض.
يحتاج معظم مرضى سرطان الخلايا الجنسية إلى العلاج الكيميائي المركب لمدة ثلاث دورات على الأقل. يسمى نظام العلاج الكيميائي الأكثر شيوعاً في ورم الخلايا الجنسية بـ PEB (أو BEP)، ويتكون من بليومايسين وايتوبوسيد ومضاد تصنيع معتمد على البلاتين (سيسبلاتين).

## الإنذار
أظهرت المنظمة الدولية للخلية الجرثومية لعام 1997 أن التصنيف  هو أداة لتقدير خطر الانتكاس بعد العلاج من ورم الخلايا الجنسية الخبيث.
وأظهرت دراسة صغيرة لأورام المبيض عند الفتيات  وجود علاقة بين كون الأورام الكيسية حميدة، وعلى العكس، العلاقة بين الأورام الصلبة والخباثة. لأنه يمكن تحديد مقدار امتداد الورم الكيسي عن طريق الموجات الفوق صوتية ومن خلال التصوير بالرنين المغناطيسي، أو من خلال التصوير المقطعي المحوسب ما قبل الجراحة، مما يسمح بوضع الخطة العلاجية الجراحية الأنسب للتقليل من خطر تفشي الورم الخبيث.
الوصول إلى العلاج المناسب له تأثير كبير على النتيجة. فقد وجدت دراسة أجريت في اسكتلندا لعام 1993 على 454 رجل مصابين بأورام الخلية الجنسية الغير إنتاشية (الغير منوية) شخصت ما بين عامي 1975و 1989 أن معدل البقاء يزداد بمقدار خمس سنوات عند التشخيص الباكر.
السرطان المشيمائي في الخصية يملك أسوأ إنذار من بين أورام الخلايا الجنسية.

## الأبحاث والدراسات
أورام الخلية الجنسية عند الأطفال هي موضوع البحث السريري من قبل فريق أورام الأطفال في جميع أنحاء العالم (COG)، من خلال عدة دراسات ينسقها الدكتور جون كولين، دكتوراه في الطب.